# Гребенец (Николо-Макаровское сельское поселение)
Гребенец — деревня в Макарьевском районе Костромской области. Входит в состав Николо-Макаровского сельского поселения.

## География
Находится в юго-восточной части Костромской области на расстоянии приблизительно 38 км на юг-юго-запад по прямой от районного центра города Макарьев на правом берегу Унжи.

## История
Известна с 1858 года, когда здесь было учтено 8 дворов, в 1872 году также было 8 дворов, в 1907 году отмечено было 13 дворов. В советское время работали колхозы «Броневик» и «Красная звезда».

## Население
Постоянное население составляло 46 человек (1858), 48 (1872 год), 64 (1897), 76 (1907), 26 в 2002 году (русские 92 %), 16 в 2022.